# Ectropothecium bowiei
Ectropothecium bowiei är en bladmossart som beskrevs av Brotherus och William Walter Watts 1915. Ectropothecium bowiei ingår i släktet Ectropothecium och familjen Hypnaceae. Inga underarter finns listade i Catalogue of Life.